# Gran Premio de los Países Bajos de Motociclismo de 2016
El Gran Premio de los Países Bajos de Motociclismo de 2016 (oficialmente Motul TT Assen) fue la octava prueba del Campeonato del Mundo de Motociclismo de 2016. Tuvo lugar en el fin de semana del 24 al 26 de junio de 2016 en el Circuito de Assen, situado en la localidad de Assen, Países Bajos.
La carrera de MotoGP fue ganada por Jack Miller, seguido de Marc Márquez y Scott Redding. Takaaki Nakagami fue el ganador de la prueba de Moto2, por delante de Johann Zarco y Franco Morbidelli. La carrera de Moto3 fue ganada por Francesco Bagnaia, Fabio Di Giannantonio fue segundo y Andrea Migno tercero.

## Resultados

### Resultados MotoGP
La carrera, programada a 26 vueltas, fue detenida con bandera roja después de 14 vueltas completas por lluvia intensa y fue reanudada a una distancia de 12 vueltas.
| Pos.    | N.º | Piloto           | Constructor | Vueltas | Tiempo      | Parrilla | Puntos |
| ------- | --- | ---------------- | ----------- | ------- | ----------- | -------- | ------ |
| 1       | 43  | Jack Miller      | Honda       | 12      | 22:17.447   | 17       | 25     |
| 2       | 93  | Marc Márquez     | Honda       | 12      | +1.991      | 4        | 20     |
| 3       | 45  | Scott Redding    | Ducati      | 12      | +5.906      | 3        | 16     |
| 4       | 44  | Pol Espargaró    | Yamaha      | 12      | +9.812      | 7        | 13     |
| 5       | 29  | Andrea Iannone   | Ducati      | 12      | +17.835     | 20       | 11     |
| 6       | 8   | Héctor Barberá   | Ducati      | 12      | +18.692     | 12       | 10     |
| 7       | 50  | Eugene Laverty   | Ducati      | 12      | +22.605     | 21       | 9      |
| 8       | 6   | Stefan Bradl     | Aprilia     | 12      | +23.603     | 16       | 8      |
| 9       | 25  | Maverick Viñales | Suzuki      | 12      | +26.148     | 11       | 7      |
| 10      | 99  | Jorge Lorenzo    | Yamaha      | 12      | +27.604     | 10       | 6      |
| 11      | 53  | Esteve Rabat     | Honda       | 12      | +1:21.830   | 18       | 5      |
| 12      | 26  | Dani Pedrosa     | Honda       | 12      | +1:54.369   | 15       | 4      |
| NC      | 38  | Bradley Smith    | Yamaha      | 9       | +3 vueltas  | 13       |        |
| Ret     | 19  | Álvaro Bautista  | Aprilia     | 11      | Caída       | 14       |        |
| Ret     | 51  | Michele Pirro    | Ducati      | 5       | Caída       | 19       |        |
| Ret     | 41  | Aleix Espargaró  | Suzuki      | 2       | Caída       | 8        |        |
| Ret     | 46  | Valentino Rossi  | Yamaha      | 2       | Caída       | 2        |        |
| Ret     | 4   | Andrea Dovizioso | Ducati      | 1       | Caída       | 1        |        |
| Ret     | 9   | Danilo Petrucci  | Ducati      | 1       | Electrónica | 9        |        |
| Ret     | 35  | Cal Crutchlow    | Honda       | 0       | Caída       | 5        |        |
| DNS     | 68  | Yonny Hernández  | Ducati      | 0       | No reanudó  | 6        |        |
| Fuente: |     |                  |             |         |             |          |        |

### Resultados Moto2
La carrera, programada a 24 vueltas, fue detenida cuando empezó a llover en la vuelta 21.
| Pos.    | N.º | Piloto              | Constructor | Vueltas | Tiempo       | Parrilla | Puntos |
| ------- | --- | ------------------- | ----------- | ------- | ------------ | -------- | ------ |
| 1       | 30  | Takaaki Nakagami    | Kalex       | 21      | 34:33.948    | 6        | 25     |
| 2       | 5   | Johann Zarco        | Kalex       | 21      | +2.435       | 2        | 20     |
| 3       | 21  | Franco Morbidelli   | Kalex       | 21      | +5.670       | 5        | 16     |
| 4       | 22  | Sam Lowes           | Kalex       | 21      | +7.069       | 4        | 13     |
| 5       | 7   | Lorenzo Baldassarri | Kalex       | 21      | +7.883       | 10       | 11     |
| 6       | 40  | Álex Rins           | Kalex       | 21      | +9.215       | 8        | 10     |
| 7       | 24  | Simone Corsi        | Speed Up    | 21      | +9.482       | 16       | 9      |
| 8       | 73  | Álex Márquez        | Kalex       | 21      | +15.004      | 13       | 8      |
| 9       | 77  | Dominique Aegerter  | Kalex       | 21      | +15.227      | 3        | 7      |
| 10      | 94  | Jonas Folger        | Kalex       | 21      | +15.404      | 9        | 6      |
| 11      | 19  | Xavier Siméon       | Speed Up    | 21      | +16.374      | 14       | 5      |
| 12      | 11  | Sandro Cortese      | Kalex       | 21      | +16.567      | 7        | 4      |
| 13      | 23  | Marcel Schrötter    | Kalex       | 21      | +24.770      | 17       | 3      |
| 14      | 52  | Danny Kent          | Kalex       | 21      | +25.017      | 18       | 2      |
| 15      | 44  | Miguel Oliveira     | Kalex       | 21      | +25.542      | 11       | 1      |
| 16      | 60  | Julián Simón        | Speed Up    | 21      | +25.729      | 15       |        |
| 17      | 97  | Xavi Vierge         | Tech 3      | 21      | +34.115      | 25       |        |
| 18      | 2   | Jesko Raffin        | Kalex       | 21      | +34.180      | 23       |        |
| 19      | 54  | Mattia Pasini       | Kalex       | 21      | +34.764      | 12       |        |
| 20      | 87  | Remy Gardner        | Kalex       | 21      | +41.438      | 26       |        |
| 21      | 32  | Isaac Viñales       | Tech 3      | 21      | +42.058      | 24       |        |
| 22      | 70  | Robin Mulhauser     | Kalex       | 21      | +48.683      | 22       |        |
| 23      | 57  | Edgar Pons          | Kalex       | 21      | +56.096      | 27       |        |
| Ret     | 12  | Thomas Lüthi        | Kalex       | 18      | Caída        | 1        |        |
| Ret     | 10  | Luca Marini         | Kalex       | 17      | Caída avería | 21       |        |
| Ret     | 55  | Hafizh Syahrin      | Kalex       | 14      | Retirado     | 20       |        |
| Ret     | 49  | Axel Pons           | Kalex       | 4       | Caída avería | 19       |        |
| Fuente: |     |                     |             |         |              |          |        |

### Resultados Moto3
Jorge Martín reemplazó a Albert Arenas después de las prácticas libres de viernes.
| Pos.    | N.º | Piloto                 | Constructor | Vueltas | Tiempo       | Parrilla | Puntos |
| ------- | --- | ---------------------- | ----------- | ------- | ------------ | -------- | ------ |
| 1       | 21  | Francesco Bagnaia      | Mahindra    | 22      | 38:11.535    | 10       | 25     |
| 2       | 4   | Fabio Di Giannantonio  | Honda       | 22      | +0.039       | 9        | 20     |
| 3       | 16  | Andrea Migno           | KTM         | 22      | +0.018       | 2        | 16     |
| 4       | 5   | Romano Fenati          | KTM         | 22      | +0.084       | 4        | 13     |
| 5       | 23  | Niccolò Antonelli      | Honda       | 22      | +0.136       | 13       | 11     |
| 6       | 95  | Jules Danilo           | Honda       | 22      | +0.161       | 14       | 10     |
| 7       | 8   | Nicolò Bulega          | KTM         | 22      | +0.826       | 3        | 9      |
| 8       | 36  | Joan Mir               | KTM         | 22      | +0.839       | 21       | 8      |
| 9       | 64  | Bo Bendsneyder         | KTM         | 22      | +1.023       | 7        | 7      |
| 10      | 48  | Lorenzo Dalla Porta    | Honda       | 22      | +1.038       | 12       | 6      |
| 11      | 65  | Philipp Öttl           | KTM         | 22      | +1.153       | 15       | 5      |
| 12      | 41  | Brad Binder            | KTM         | 22      | +12.169      | 5        | 4      |
| 13      | 84  | Jakub Kornfeil         | Honda       | 22      | +15.641      | 23       | 3      |
| 14      | 6   | María Herrera          | KTM         | 22      | +18.518      | 22       | 2      |
| 15      | 11  | Livio Loi              | Honda       | 22      | +18.549      | 18       | 1      |
| 16      | 17  | John McPhee            | Peugeot     | 22      | +18.602      | 20       |        |
| 17      | 40  | Darryn Binder          | Mahindra    | 22      | +36.919      | 19       |        |
| 18      | 43  | Stefano Valtulini      | Mahindra    | 22      | +41.562      | 27       |        |
| 19      | 7   | Adam Norrodin          | Honda       | 22      | +41.647      | 29       |        |
| 20      | 77  | Lorenzo Petrarca       | Mahindra    | 22      | +54.639      | 31       |        |
| 21      | 3   | Fabio Spiranelli       | Mahindra    | 22      | +55.295      | 30       |        |
| 22      | 22  | Danny Webb             | Mahindra    | 22      | +1:04.271    | 32       |        |
| Ret     | 33  | Enea Bastianini        | Honda       | 18      | Caída        | 1        |        |
| Ret     | 55  | Andrea Locatelli       | KTM         | 18      | Caída        | 17       |        |
| Ret     | 10  | Alexis Masbou          | Peugeot     | 12      | Caída        | 26       |        |
| Ret     | 24  | Tatsuki Suzuki         | Mahindra    | 12      | Caída        | 24       |        |
| Ret     | 58  | Juan Francisco Guevara | KTM         | 7       | Caída avería | 6        |        |
| Ret     | 44  | Arón Canet             | Honda       | 6       | Caída        | 16       |        |
| Ret     | 19  | Gabriel Rodrigo        | KTM         | 1       | Caída        | 11       |        |
| Ret     | 20  | Fabio Quartararo       | KTM         | 1       | Caída        | 8        |        |
| Ret     | 89  | Khairul Idham Pawi     | Honda       | 1       | Caída        | 28       |        |
| Ret     | 12  | Albert Arenas          | Mahindra    | 0       | Caída        | 25       |        |
| 1.      |     |                        |             |         |              |          |        |
| Fuente: |     |                        |             |         |              |          |        |